# Катастрофа Boeing 707 в Лусаке
Катастрофа Boeing 707 в Лусаке — авиационная катастрофа, произошедшая в субботу 14 мая 1977 года севернее Лусаки (Замбия). Грузовой самолёт Boeing 707-321C британской авиакомпании International Aviation Services (был зафрахтован у Dan-Air) выполнял грузовой рейс по маршруту Лондон—Афины—Найроби—Лусака, но при заходе на посадку в пункте назначения неожиданно потерял хвостовой стабилизатор и, выйдя из-под контроля экипажа, рухнул на землю, при этом погибли все находившиеся на его борту 6 человек — 5 членов экипажа и 1 пассажир.
Расследование привело к неожиданному открытию: отделение стабилизатора произошло вследствие сочетания усталости металла и ошибок в конструкции; проверка всего авиапарка моделей Boeing 707-300 и Boeing 707-400 выявила подобные дефекты ещё на нескольких десятках самолётов.

## Самолёт
Boeing 707-321C с регистрационным номером G-BEBP (заводской — 18579, серийный — 332) являлся старым самолётом, так как был выпущен компанией «The Boeing Company» в 1963 году и свой первый полёт совершил 19 февраля. Он был первым представителем типа 707-300C и первым построенным в конвертируемом варианте, то есть его можно было эксплуатировать как пассажирский самолёт, а можно и как грузовой, для чего сбоку фюзеляжа была предусмотрена большая дверь, через которую осуществлялась погрузка. Самолёту присвоили первоначальный регистрационный номер N765PA и 7 июня передали заказчику — американской авиакомпании Pan American, в которой ему также присвоили имя Jet Clipper Gladiator и эксплуатировали только в пассажирском варианте. В марте 1976 года его вывели от эксплуатации и поставили на хранение во Флориде.
В июне того же года борт N765PA был приобретён британской авиакомпанией Dan-Air, после чего был доставлен в Великобританию, где прошёл капитальный ремонт. В ходе данного ремонта оба стабилизатора были сняты и переустановлены с целью доступа к центральной части для проведения незначительных ремонтов. 14 октября 1976 года самолёт прошёл перерегистрацию, в результате которой бортовой номер сменился на G-BEBP.
По имеющимся данным, за 14-летнюю историю самолёта с ним ни разу не случалось инцидентов или происшествий, которые могли бы повлиять на конструкцию планера. Все основные элементы конструкции, включая хвостовое оперение, стояли с момента изготовления и за период эксплуатации не менялись. Общая наработка борта G-BEBP на день катастрофы составляла 16 723 цикла «взлёт-посадка» и 47 621 час, в том числе 438 циклов «взлёт-посадка» и 1649 часов после капитального ремонта. Наработка после проверки по форме «C» (проводилась 21 февраля 1977 года) составила 176 циклов «взлёт-посадка» и 662 часа, а после проверки по форме «B» (проводилась 21 апреля 1977 года) — 50 циклов «взлёт-посадка» и 175 часов .
Расчётный вес самолёта на день катастрофы составил 111 030 кг при установленном максимальном посадочном 112 039 кг; центровка — 19,95 % САХ при установленных пределах 19—35 % САХ.

## Катастрофа

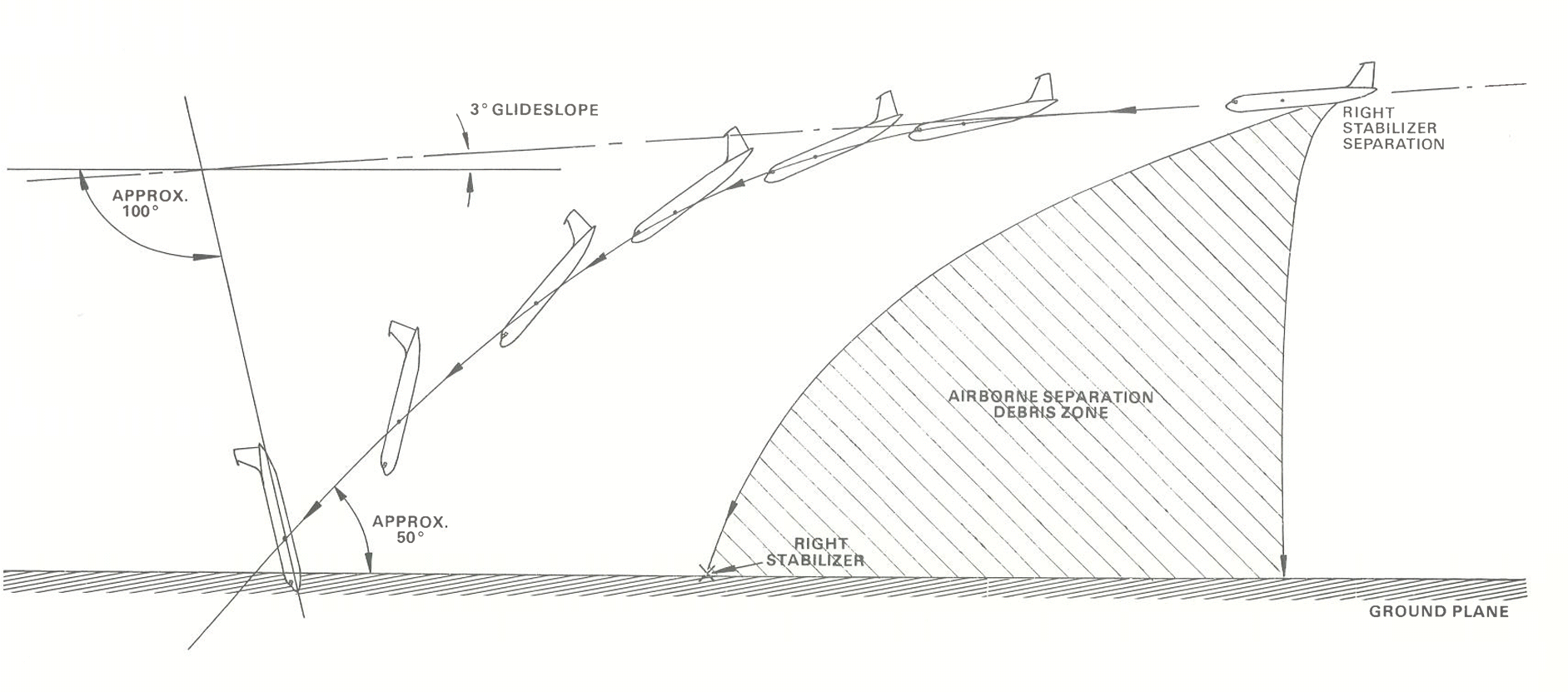
Схема траектории падения самолёта

Борт G-BEBP был взят в лизинг у Dan-Air другой британской авиакомпанией — International Aviation Services, для выполнения чартерного грузового рейса в Замбию по заказу авиакомпании Zambian Airlines. Перевозимый груз находился на палетах, а полёт выполнялся по маршруту Лондон—Афины—Найроби—Лусака. Полёт до Афин и далее до Найроби прошел без отклонений, после чего в последнем произошла смена экипажа. Всего на борту самолёта находились 6 человек — 34-летний командир Томас Фетин ((англ. Thomas Phethean), налетавший 6782 часа и 3953 из них на Boeing 707 (115 из них в качестве КВС)), 57-летний второй пилот (налетавший 13 745 часов и 2482 из них на Boeing 707), 2 бортинженера (включая стажёра), ответственный за погрузку и инженер наземной службы, следивший за обслуживанием самолёта на промежуточных остановках; последний при этом в отчёте был указан как пассажир. В 07:17 «Боинг» благополучно вылетел из Найробийского аэропорта и, поднявшись до эшелона FL310 (31 000 футов или 9,45 км), направился к Лусаке.
Полёт проходил в нормальном режиме, когда в 09:07:35 на частоте 121,3 МГц второй пилот установил связь с диспетчером «Лусака-подход», а в 09:11:38 получил разрешение снижаться до эшелона FL110 (3,3 км) по направлению на ненаправленный радиомаяк LW. В 09:23 с борта G-BEBP доложили, что они заняли эшелон FL110 и находятся на удалении 37 морских миль (68,5 км) от радиомаяка аэропорта Лусаки, после чего диспетчер разрешил постепенно снижаться до 7000 футов (2100 м) с промежутками каждые 7000 футов (2100 м) и с интервалом 5 минут за прибывающим перед ним самолётом. В 09:28:53 второй пилот доложил о наблюдении аэродрома, на что диспетчер дал разрешение снижаться до 6000 футов (1800 м) по направлению аэродрома. В 09:29:55 экипаж доложил, что они поворачивают против ветра и при этом наблюдают перед собой предыдущий самолёт, на что диспетчер «Лусака-подход» дал разрешение выполнять заход на посадку по левому кругу на полосу 10 вторым в очереди и доложить о снижении с высоты 6000 футов; когда второй пилот доложил о покидании высоты 6000 футов, диспетчер подхода дал указание переходить на связь с диспетчером взлёта и посадки («Лусака-башня») на частоте 118,1 МГц.
В этот день над Лусакой стояла ясная погода: видимость достигала 30 километров, дул лёгкий западный ветер (280°, 5 узлов или 2,5 м/с), а на небе стояли отдельные кучевые облака с нижней границей 600 футов (180 м); никаких сообщений о турбулентности в небе не поступало.
В 09:32:02 второй пилот установил связь с «Лусака-башня», сообщив о выполнении разворота для захода и наблюдении предыдущего самолёта на взлётно-посадочной полосе, на что диспетчер дал разрешение выходить на посадочную прямую. Экипаж ответил «Роджер» (англ. Roger — Понял), что стало последним сообщением с борта G-BEBP. В 09:32:53 речевой самописец зафиксировал, что экипаж выпустил закрылки в посадочное положение (50°), а в 09:33:11 чтение контрольной карты перед посадкой было завершено. Неожиданно в 09:33:17 раздался шум разрушающегося металла продолжительностью всего полсекунды, на что кто-то из экипажа даже вскрикнул. В этот же момент очевидцы на земле увидели, как на высоте около 800 метров от «Боинга» отделился крупный фрагмент конструкции. Как позже оказалось, это был правый горизонтальный стабилизатор. Так как горизонтальное хвостовое оперение служит для парирования пикирующего момента, особенно усиливающегося при выпуске закрылков, отделение одного из стабилизаторов привело к тому, что этот парирующий момент сразу уменьшился вдвое и оказался уже недостаточным. Быстро опуская нос, борт G-BEBP помчался вниз и в 09:33:22, спустя всего 5 секунд от момента отделения стабилизатора, вертикально врезался в кустарник в 3660 метрах от торца ВПП. Отделившийся стабилизатор упал в 200 метрах от фюзеляжа.
Аварийно-спасательные службы аэропорта отреагировали достаточно быстро и, примчавшись к месту падения, скоро взяли пожар под контроль. Однако к тому моменту стало понятно, что кабина экипажа оказалась уничтожена, а все 6 человек на борту погибли.

## Расследование
«Боинг» врезался в землю под углом 100°, при этом угол наклона траектории снижения составил 50°. При ударе самолёт был в посадочной конфигурации, с выпущенными шасси и закрылками на 50°. Из-за сильного разрушения кабины оказалось невозможно определить, какой был установлен режим двигателей, но его оценили от малого до умеренного; триммер руля высоты обнаружили в нейтральном положении, а спойлеры были убраны. Собственно, борт G-BEBP упал почти целым, за исключением отделившегося стабилизатора. После изучения конструкции последнего было обнаружено, что в его заднем лонжероне в верхнем поясе на расстоянии 36 см от крепления имелась усталостная трещина, приведшая к разрыву конструкции лонжерона в верхней части и частично в центральной; при этом имеющиеся признаки указывали, что данная трещина возникла задолго до рокового полёта. Отделение стабилизатора произошло после того, как по причине перегрузок из-за изгиба вниз началось разрушение нижнего пояса заднего лонжерона и верхнего пояса переднего лонжерона.
После отделения правого стабилизатора нагрузка на левый резко возросла, в результате чего произошло разрушение его винтового подъёмника. Имея возможность свободного хода, левый стабилизатор сразу переложился на максимальный угол на пикирование, чем поспособствовал быстрому опусканию носа и вводу самолёта в крутое пике. Попытка экипажа спасти положение взятием штурвалов «на себя» для отклонения руля высоты на кабрирование в данной ситуации оказалась бесполезной.

### Металлургическая экспертиза

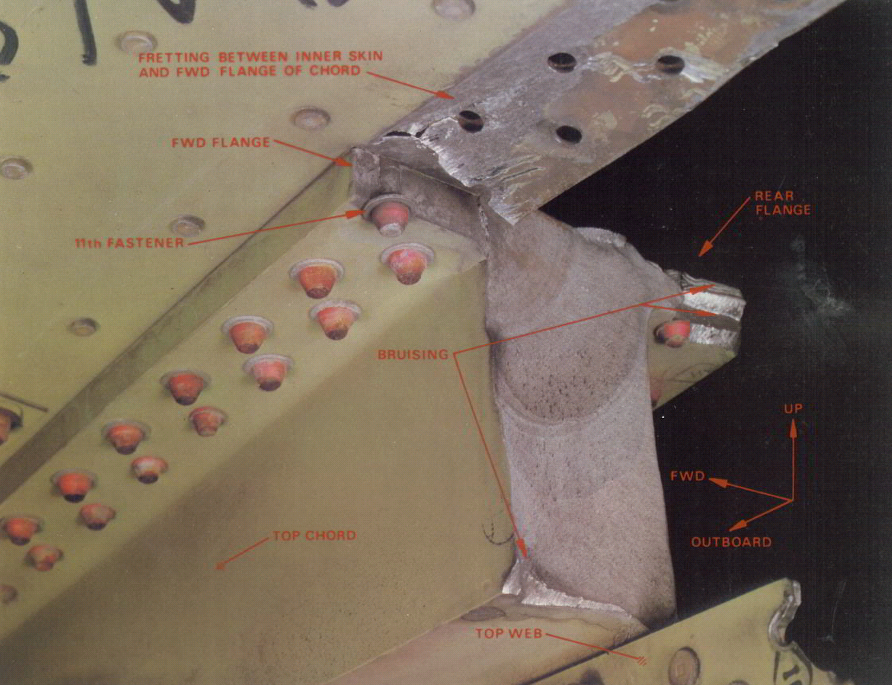
Вид на излом заднего лонжерона правого стабилизатора

По согласованию с властями Замбии, часть обломков, включая правый стабилизатор с его винтовым подъёмником, а также системой питания отправили в Великобританию для более тщательного изучения.
Обломки доставили в Фарнборо, где их рассмотрели металлурги с Royal Aircraft Establishment и Boeing Company. Было определено, что разрушение верхнего пояса (хорды) заднего лонжерона возникло задолго до катастрофы, при этом усталостная трещина зародилась в верху 11-го отверстия для крепления обшивки и она не была вызвана коррозией, наоборот, коррозия появилась уже после появления и разрастания трещины. Помимо основной трещины, на другой стороне 11-го отверстия позже появилась ещё одна, которая стала расти, пока не достигла края конструкции. Рост трещины поначалу происходил быстро, пока она не достигла 2 мм, после чего стал снижаться и при длине 7 мм относительно стабилизировался, составляя в среднем 1 мм каждые 125 циклов. Затем в одном из полётов конструкция стабилизатора подверглась значительной нагрузке, в результате чего трещина увеличилась сразу на 21 мм, после чего рост опять вернулся к 1 мм на 125 полётов, что продолжалось в течение 200 циклов, пока трещина не достигла 60 % от поперечного сечения, после чего дальнейший рост происходил скачкообразно, пока не произошло разрушение лонжерона. По оценке специалистов, всего рост трещины происходил в течение 7200 циклов (полётов), в том числе последние 3500 циклов трещина проходила уже через весь верхний край заднего лонжерона. При изучении заднего лонжерона были обнаружены ещё несколько небольших усталостных трещин, хотя проверка металла показала, что он соответствует всем установленным требованиям. По предварительной оценке, после разрушения верхнего пояса заднего лонжерона борт G-BEBP совершил ещё не менее 100 рейсов, пока в роковом полёте по причине статической нагрузки не произошло разрушение верхней хорды переднего и нижней заднего лонжеронов с отделением стабилизатора.
Далее в авиакомпании начали проверять свой воздушный флот и на одном из B707-436 у 11-го отверстия в верхнем поясе заднего лонжерона правого стабилизатора также обнаружили усталостную трещину, которая по форме была точь-в-точь как на разбившемся самолёте.

### Испытания
Для выяснения причин происшествия корпорация Boeing Company начала программу испытаний, целью которых было определить, как распределяются нагрузки по конструкции стабилизатора, особенно на задний лонжерон. В качестве образцов взяли два стабилизатора (левый и правый) от двух уже выведенных из эксплуатации B707-436, при этом первый самолёт имел наработку 56 227 часов и 20 052 цикла, а второй — 54 086 часов и 19 991 цикл. Нагрузки на конструкцию создавались с помощью пяти гидравлических домкратов под каждым стабилизатором. В ходе этих испытаний моделировались 4 ситуации:
- Полёт с выпущенными на 50° закрылками (имитация посадки);
- Полёт с выпущенными на 50° закрылками (имитация крутого ухода на второй круг);
- Набор высоты
- Нисходящий воздушный поток

Также в тестах воспроизводили ситуацию с постепенным разрушением верхнего пояса заднего лонжерона. В итоге испытателям удалось добиться разрушения конструкции стабилизатора, при этом рисунок трещин был идентичен трещинам на отделившемся стабилизаторе борта G-BEBP.
Далее были проведены испытания стабилизатора самолёта B707-300 в аэродинамической трубе, при этом особенно изучался полёт самолёта при посадочной конфигурации с полностью выпущенными закрылками. Результаты показали, что отделение стабилизатора произошло при аэродинамической нагрузке 75 % от максимально допустимой, но если бы экипаж отклонил рули высоты вверх, нагрузка возросла бы ещё на 20 %. Также выяснилось, что когда находящийся в посадочной конфигурации B707-300 выполняет поворот при заходе, попавшие в спутный след от крыла стабилизаторы начинают сильно колебаться с частотой до 5 Гц, что дополнительно увеличивает нагрузку на них. Конструкторы не знали об этом моменте, когда создавали хвостовое оперение для данной модели, и не учитывали его; это же может объяснить быстрый рост трещины в лонжероне борта G-BEBP.

### История модели Boeing 707-300
За 19-летнюю историю Boeing 707, эксплуатация которого началась в 1958 году, подобных происшествий ранее не случалось. Первой моделью этого самолёта была 707-100, у которой, как и у военного «брата» KC-135 (KC-135 не является разновидностью B707), конструкция горизонтального стабилизатора состоит из двух лонжеронов, каждый из которых имеет два пояса (хорды). Компания Boeing при аттестации модели 707 провела серию динамических испытаний, в ходе которых продемонстрировала, что даже после разрушения заднего лонжерона самолёт сможет благополучно продолжать полёт и совершить посадку. Также в этих испытаниях было замечено образование трещины на верхнем поясе заднего лонжерона, однако характер той трещины отличался от случая с катастрофой у Лусаки. Появившаяся позже модель 707-200 отличалась лишь наличием более мощных двигателей, а модель 707-020 (впоследствии B720) — укороченным фюзеляжем, поэтому обе эти модели переняли хвостовое оперение практически без изменений.
Модель 707-300 отличалась удлинённым фюзеляжем и большей площадью крыла, а также увеличенным взлётным весом (а у конвертируемого варианта 707-300C, к которому относился борт G-BEBP, взлётный вес был ещё выше). На этой модели для лучшего управления увеличили и площадь хвостового оперения, из-за чего конструкция последнего стала подвергаться более высоким нагрузкам. Тогда конструкторы изменили конструкцию заднего лонжерона стабилизатора, добавив ему средний пояс, однако проведением усталостных испытаний для новой конструкции пренебрегли. В ходе лётных испытаний была отмечена неудовлетворительная реакция при подъёме, причиной чего была названа недостаточная жёсткость конструкции на кручение; проблему решили увеличением толщины нижней обшивки в прикорневой области, а часть верхней обшивки была заменена с алюминиевой на стальную. Появившаяся следом модель 707-400 по сути отличалась от предыдущей только британскими двигателями Rolls-Royce Conway 508, и при её сертификации в Великобритании также не проводились усталостные испытания хвостового оперения. При этом действовавшие в то время американские и британские правила лётной годности не требовали проведения особых испытаний на усталость металла.
Инженеры не подозревали, что применение стальной обшивки приведёт к повышению нагрузок на задний лонжерон, способствуя его более интенсивному износу, а мнение, что добавление в конструкцию лонжерона среднего пояса увеличит его прочность, окажется ложным.

### Изучение обслуживания самолёта
Рост трещины происходил в течение примерно 7200 циклов, то есть начался ещё в период эксплуатации во флоте американской Pan American. Проверка конструкции хвостового оперения должна проводиться при обслуживании по форме «C», но изучение действовавших в Великобритании инструкций для операторов B707 показало, что согласно им при такой проверке не требовалось открытие панелей доступа для осмотра конструкции изнутри. Открытие панелей доступа требовалось при периодической проверке четверти лётного парка, которая по британским правилам проводилась каждые 21 000 часов. Согласно инструкциям, требовалось «осмотреть лонжероны и хорды, стержни и рёбра жёсткости на наличие трещин или ослабленных крепёжных элементов» (англ. Inspect spar and rib chords, webs and stiffeners for cracks or loose fasteners). Авиакомпания Dan-Air соблюдала эти инструкции, причём временной интервал между проверками четверти парка у неё был сокращён до 14 000 часов. Однако проверка действовавшей в авиакомпании рабочей карты по осмотру обнаружила изъян — согласно ей рабочему требовалось осмотреть «всю видимую конструкцию» (англ. all visible structure), но нигде не было прямо указано об осмотре заднего лонжерона. Проверка инструкций у двух других авиаоператоров, один из которых был из США, а другой из континентальной Европы, показала, что они также не содержали прямой ссылки на осмотр заднего лонжерона.
Уже 18 мая 1977 года, то есть спустя 4 дня после катастрофы, всем операторам B707-300/400 было разослано указание об осмотре верхнего пояса заднего лонжерона. Через 9 дней, 27 мая было разослано повторное указание, согласно которому требовалось провести осмотр верхнего пояса заднего лонжерона с применением вихретокового метода, либо с помощью пенетранта. Результаты проверок всех эксплуатируемых на тот момент в мире 521 самолёта B707 с конструкцией хвостового оперения модели 300 показали, что у 38 из них (7,3 % или 1/14 от общего количества) имелись трещины в верхнем поясе заднего лонжерона горизонтального стабилизатора, причём у 4 самолётов потребовалась срочная замена лонжерона.

## Причина
Причиной происшествия была названа потеря управления тангажем после отделения правого стабилизатора, что в свою очередь стало результатом сочетания усталости металла и недостаточной отказоустойчивости структуры конструкции заднего лонжерона. Способствовали катастрофе такие факторы, как ошибки в оценке проекта, сертификации и в процедурах периодических проверок.

## Последствия
По результатам расследования были внесены следующие изменения.
- 15 августа 1977 года и повторно 1 марта 1978 года было издано указание всем операторам самолётов Boeing 707-300/400/300B/300C о выполнении проверок верхнего пояса заднего лонжерона горизонтального стабилизатора каждые 375 циклов (полётов).
- 25 июня 1979 года было издано указание о пересмотре конструкции заднего лонжерона с добавлением в неё четвёртого пояса.
- 30 декабря 1988 года было издано указание о применении верхней обшивки стабилизатора новой конструкции.